# Achlys triphylla
Achlys triphylla är en berberisväxtart som först beskrevs av James Edward Smith, och fick sitt nu gällande namn av Dc.. Achlys triphylla ingår i släktet Achlys och familjen berberisväxter. Inga underarter finns listade i Catalogue of Life.

## Bildgalleri

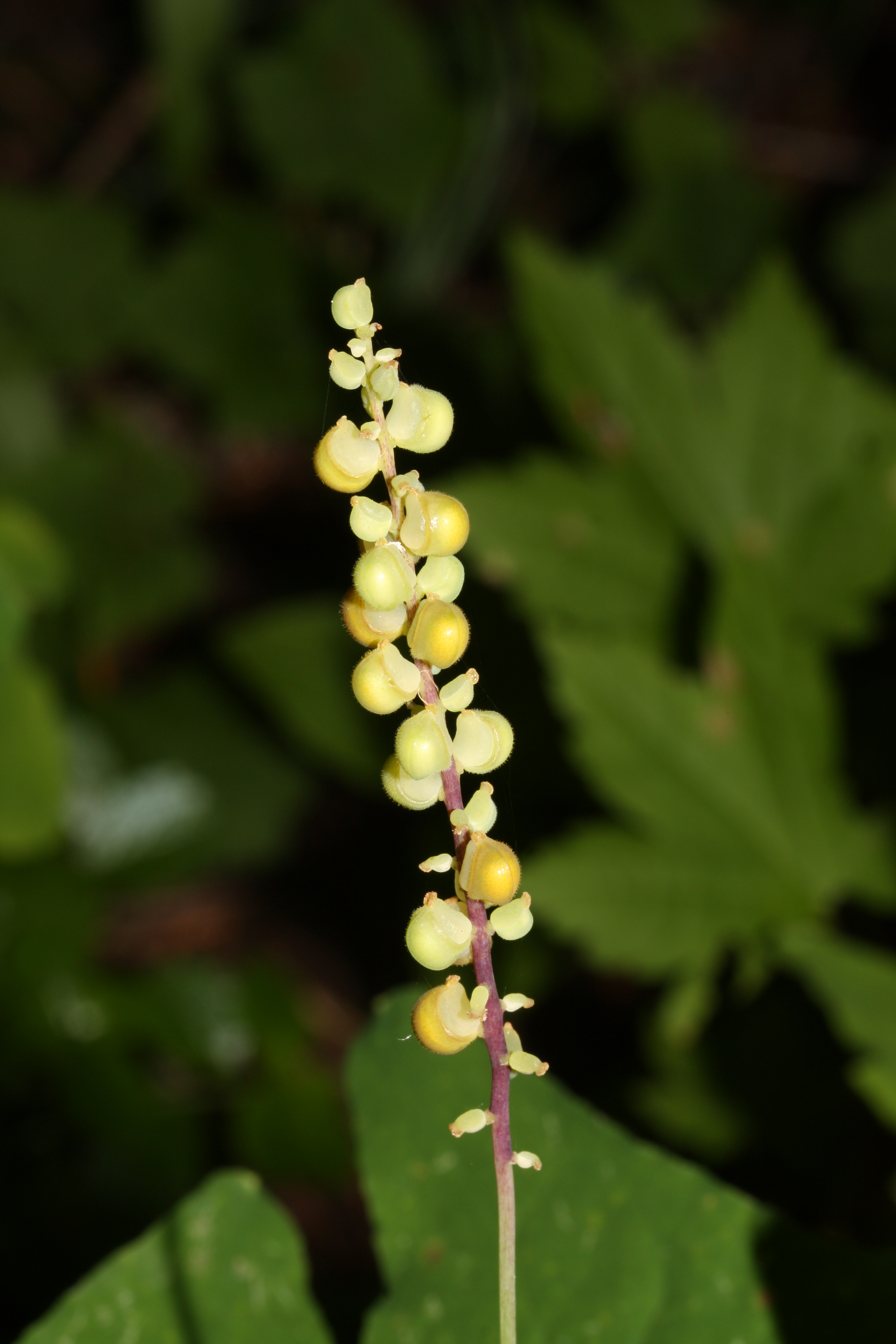
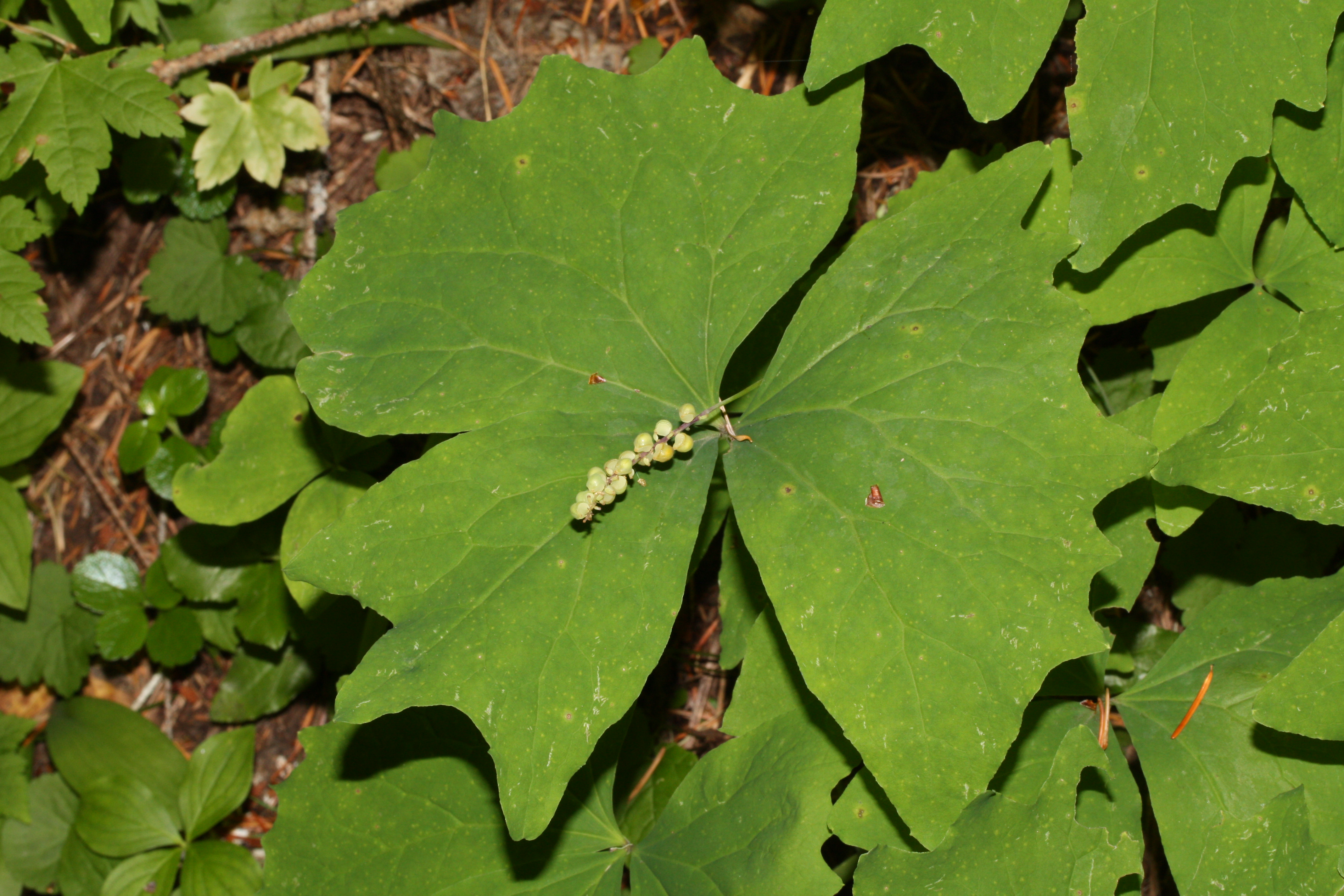
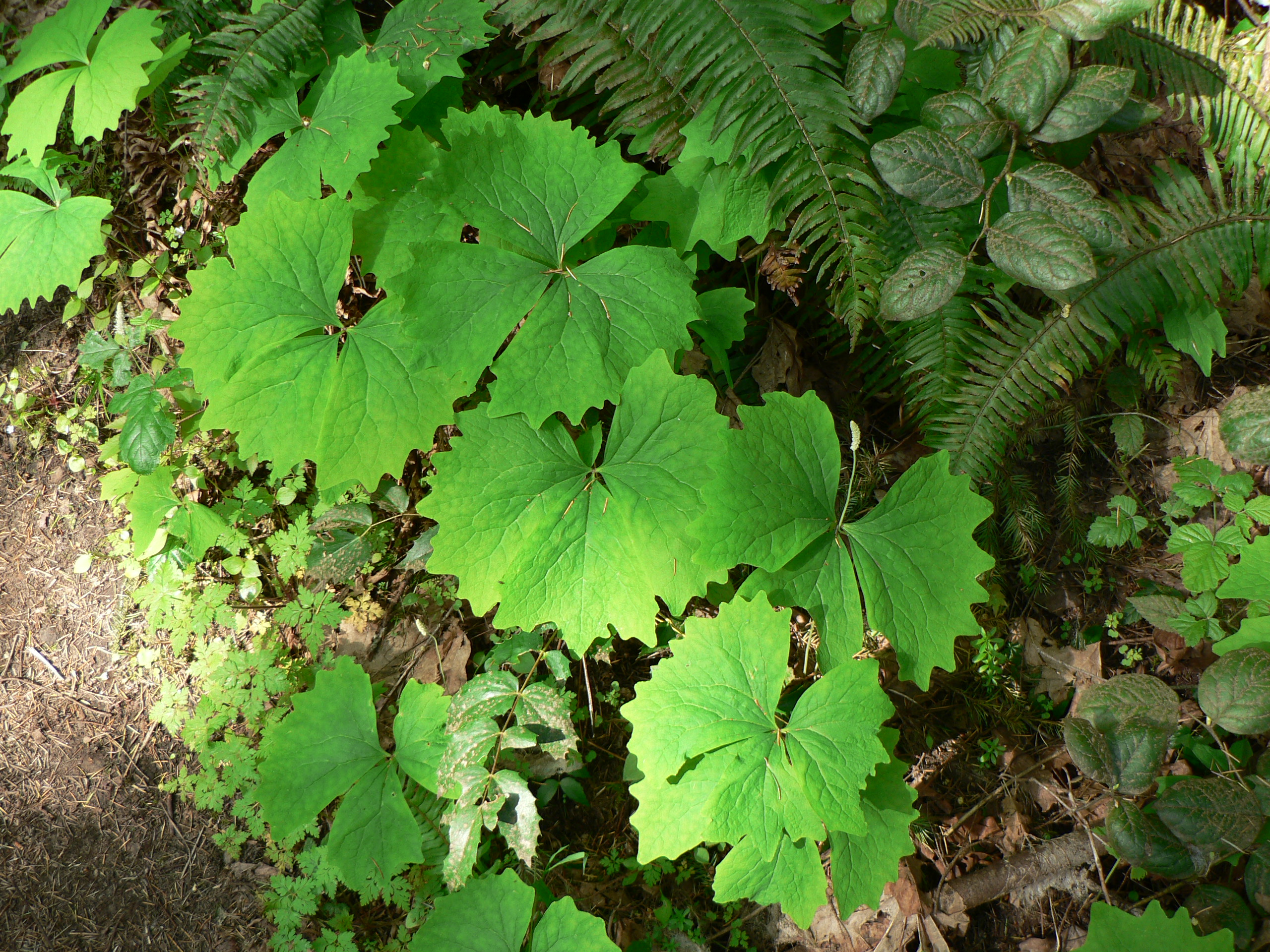
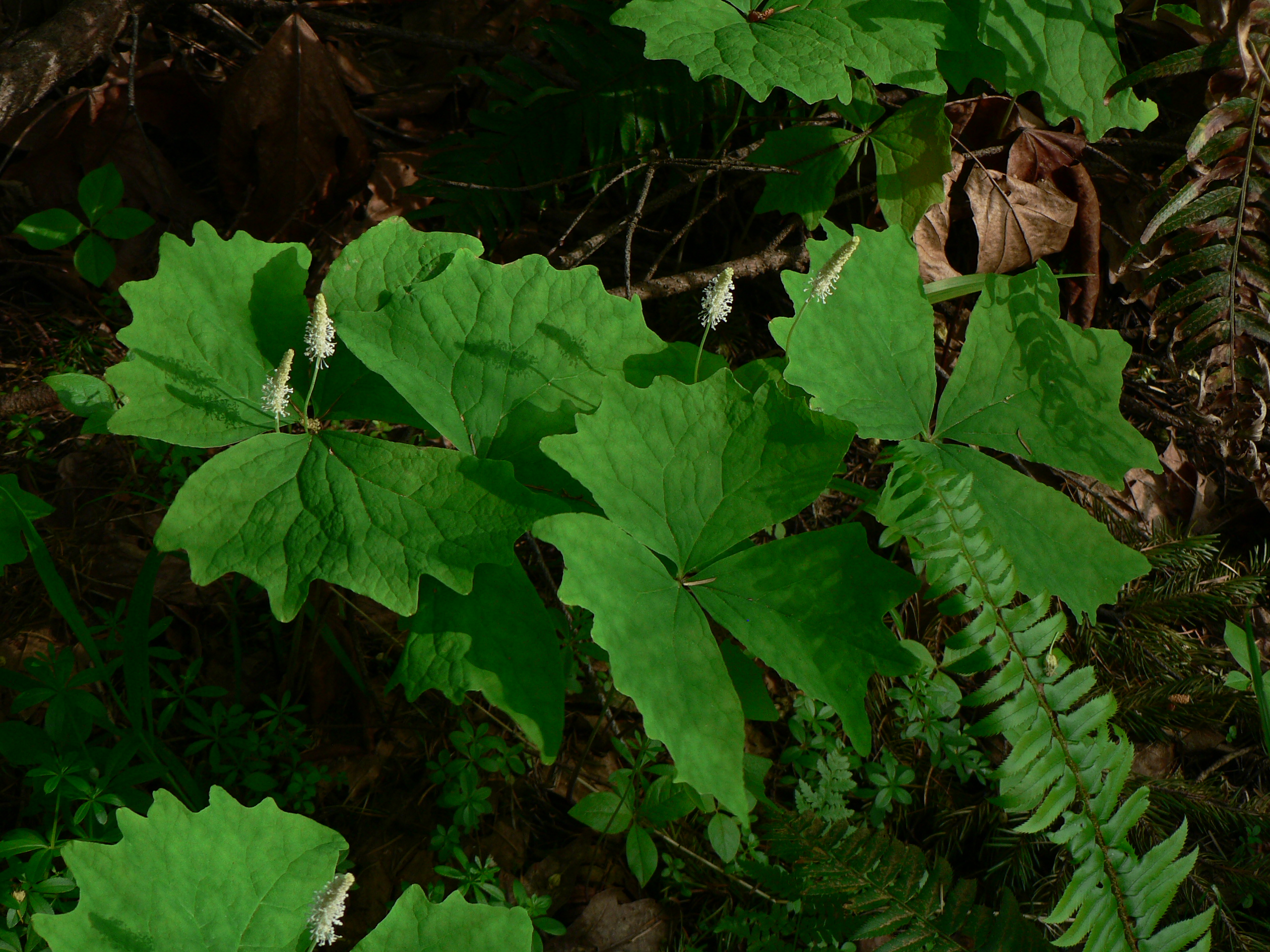
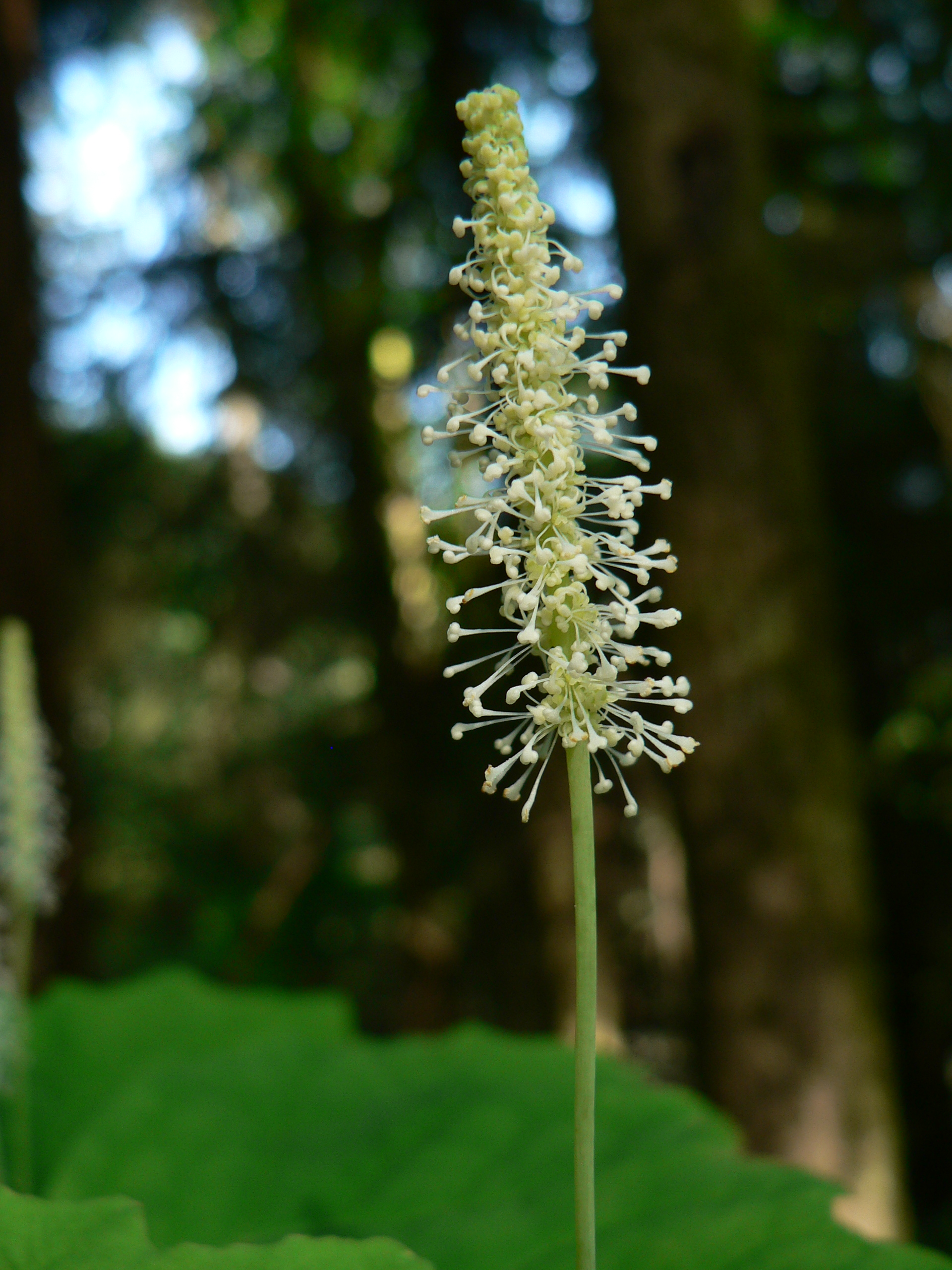
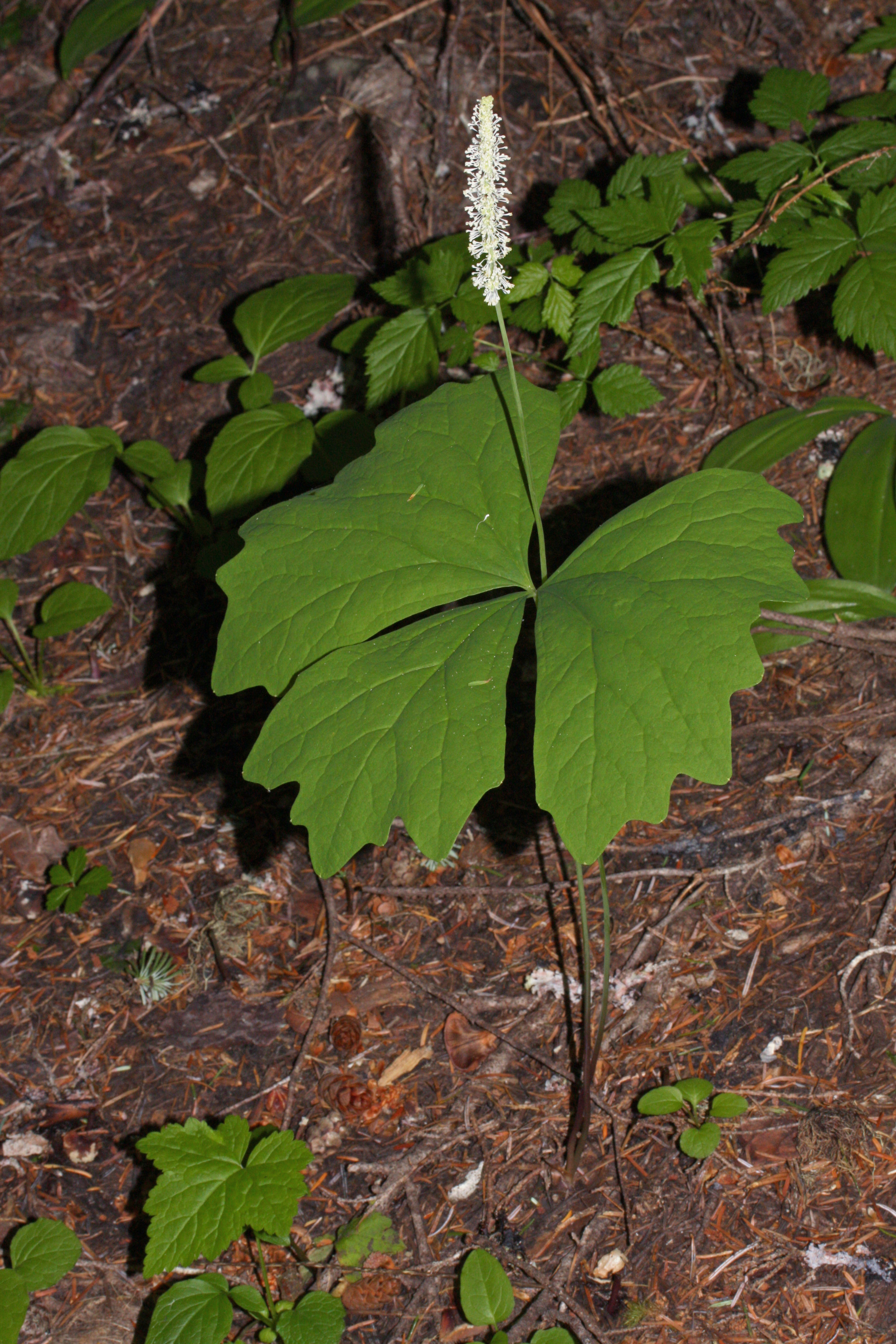